# Jacko Razon
Yaakov Razon (griechisch Ιακώβ Ραζόν, geboren 2. Februar 1921 in Thessaloniki; gestorben 9. Juli 1997), genannt Jacko Razon, war ein griechischer Boxer, der den Holocaust überlebte und danach nach Palästina emigrierte.

## Leben
Gemeinsam mit Salamo Arouch, Marco Azouz, Dino Uziel und anderen gehörte Razon dem ungeschlagenen Team Maccabi an, welches 1939 die griechischen Boxmeisterschaften gewann. Laut Sports in Greece sollen zwei Drittel der besten Boxer von Thessaloniki diesem Team angehört haben. Razon war auch Torhüter des thessalonikischen Fußballvereins Olympiakos, der in der Griechischen Nationalliga spielte.
Razon studierte, es ist nicht bekannt welche Studienrichtung, als die Achsenmächte 1941 Griechenland überfielen, besetzten und in drei Zonen aufteilten. Die deutsche Wehrmacht hielt unter anderem Thessaloniki besetzt, Razon wurde 1942 verhaftet und im Baron-Hirsch-Ghetto interniert. 1943 wurde er von Thessaloniki ins Konzentrationslager Auschwitz deportiert. Er überlebte die Selektion an der Rampe und kam nach zwei Monaten ins Konzentrationslager Auschwitz III, auch KZ Monowitz oder Arbeitslager Buna genannt. Dort organisierte er Boxkämpfe für die SS-Wachmannschaften, wobei zu seinem Team sowohl Juden als auch Nichtjuden, Profis und Amateure zählten. Zu seinen Boxern zählte auch Victor Perez, genannt Jung-Perez, ein jüdischer Boxer aus Tunesien. Tagsüber arbeitete Razon in der Lagerküche, abends trainierte er sein Team. Er selbst musste oft gegen Boxer höherer Gewichtsklassen antreten und gewann eine Vielzahl seiner Kämpfe. Aus mehreren Quellen ist belegt, dass Jacko Razon zahlreiche Mithäftlinge unterstützte, was ihm durch seine Tätigkeit in der Lagerküche möglich war, und ihnen überleben half.
Im Jahr 1945 wurde das Lager evakuiert und die KZ-Häftlinge auf Todesmärsche geschickt. Auf einem kurzen Zwischenstopp im Außenlager Gleiwitz verstarb sein Boxerkollege Victor Perez. Der nächste Marsch führte ins KZ Mittelbau-Dora und Razon musste auch dort zu Boxkämpfen antreten. Da er dort nur geringe Zusatzrationen bekam, konnte er kaum mehr Mithäftlinge unterstützen. Die letzte Station war dann das Konzentrationslager Bergen-Belsen, wo Razon wieder in der Küche arbeiten durfte und wo er wiederum griechischen Juden – inmitten der großen Hungersnot in diesem KZ – kleine Extrarationen zukommen lassen konnte. Er wurde im Mai 1945 von den Briten befreit und kam in ein Übergangslager nach Celle.
Nach seiner Rückkehr nach Griechenland lebte Razon zumindest bis 1946 in einer Hachschara-Einrichtung in Athen. Danach führte er eine Gruppe von Holocaust-Überlebenden an, die illegal in das Britische Mandatsgebiet Palästina einwandern wollten. Sie reisten auf der Henrietta Szold, einem Schiff des Palmach, benannt nach der frühen Zionistin Henrietta Szold, Richtung Haifa. An Bord befanden sich 356 Passagiere. Das Schiff wurde von der Royal Navy gestoppt und Razon soll eine Revolte gegen die Briten initiiert haben, die freilich niedergeschlagen wurde. Razon und eine Reihe weiterer Passagiere wurden nach Britisch-Zypern deportiert und dort mehrere Monate lang in den Camps Karaolos und Dekelia interniert. Es gelang ihm dann doch, nach Palästina zu gelangen, wo er am Palästinakrieg teilnahm und zu den Mitgründern der Organisation griechischer Holocaust-Überlebender zählte.
Nachdem 1989 die Holocaust-Erinnerungen von Salamo Arouch, seinem früheren Boxerkollegen in Thessaloniki, der ebenfalls den Holocaust überlebt hatte, unter dem Titel Triumph des Geistes verfilmt worden waren, verklagte Razon die Filmproduzenten und Arouch auf 20 Millionen Dollar. Er behauptete, sie hätten seine Geschichte geklaut. Später wurde der Fall – mit einer Zahlung von 30.000 Dollar – außergerichtlich geklärt.
Am 29. Juni 1995 gab er in Tel Aviv der Shoah Foundation ein Interview in der Länge von 1 Stunde und 49 Minuten. Das Gespräch wurde in hebräischer Sprache geführt.
Am 16. April 2015 wurde er im Rahmen einer Zeremonie in Yad Vashem mit der Auszeichnung Jewish Rescuers Citation geehrt. Als Begründung wurde angeführt, dass er in Auschwitz, Buna und Buchenwald anderen Juden half zu überleben.